# Les Hommes contre (film)
Cet article concerne le film. Pour le roman, voir Les Hommes contre (roman).
Pour plus de détails, voir Fiche technique et Distribution.
Les Hommes contre (titre original : Uomini contro) est un film italo-yougoslave produit et réalisé par Francesco Rosi en 1970.
Le film relate un épisode du conflit italo-autrichien lors de la Première Guerre mondiale d'après un roman d'Emilio Lussu Un anno sull'Altipiano, paru en France sous le titre Les Hommes contre.
À sa sortie, en Italie, il fut l'objet de polémiques et d'un procès pour « dénigrement de l'armée » qui se termina par un acquittement[réf. nécessaire].

## Synopsis

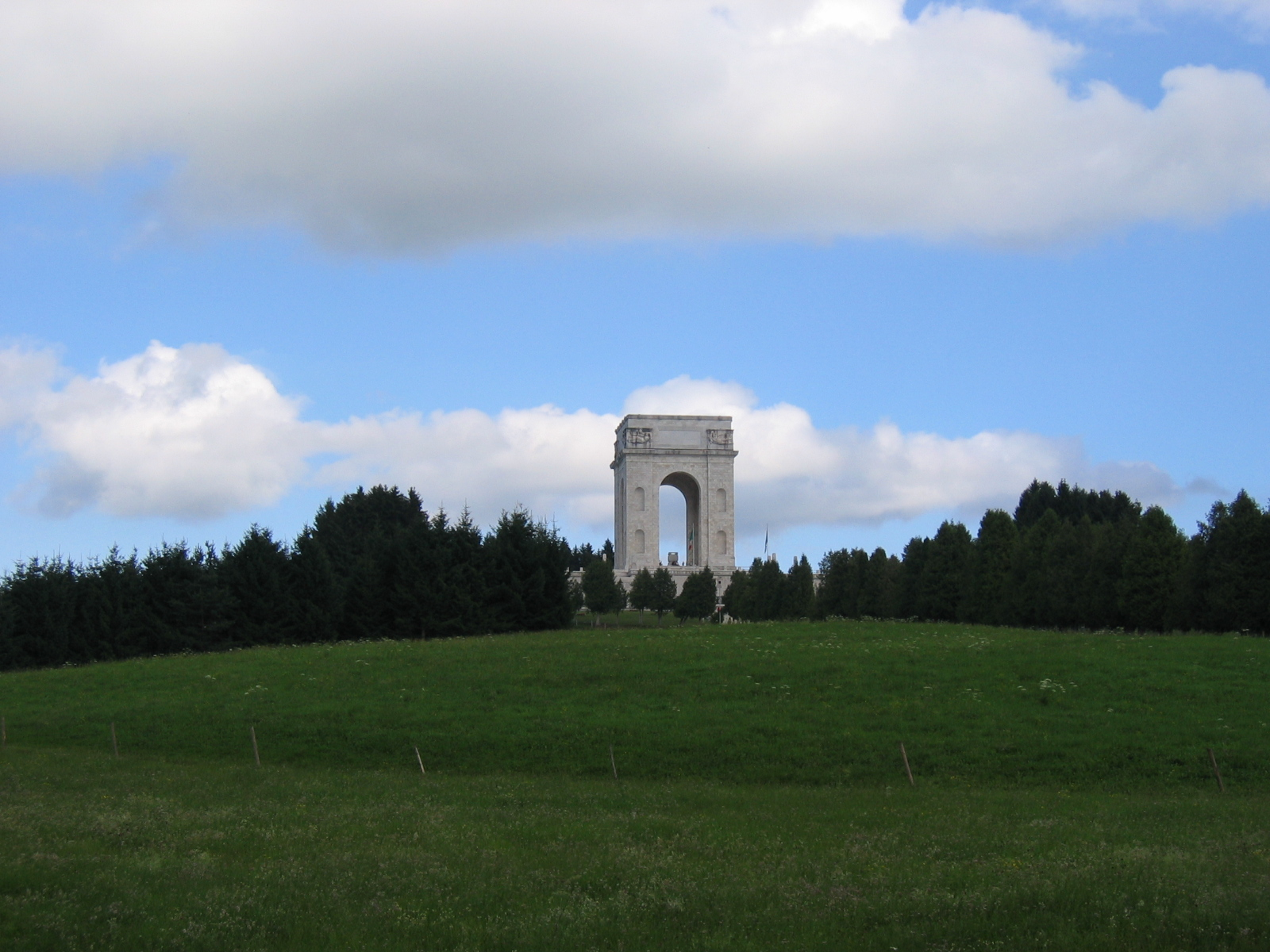
Le monument commémoratif des combats à Asiago

Le jeune et idéaliste lieutenant Sassù, parti la fleur au fusil, est mêlé aux carnages d'une guerre de position. Les combats se déroulent dans une zone montagneuse près d'Asiago dans la région de la Vénétie, Italie. La division du général Leone, dans un mouvement de panique, a abandonné une importante position que le général va s'acharner à essayer de reprendre. Toutes les tentatives, improvisées ou menées avec des moyens insuffisants, échoueront, y compris la dernière où l'appui d'artillerie enfin accordé par l'état-major massacrera la vague d'assaut des fantassins.
Soucieux du sort de ses hommes et s'élevant contre les décisions de la hiérarchie militaire, tentant aussi de circonvenir le calamiteux général Leone, le lieutenant Sassù est fusillé comme insoumis.
Ce film dénonce les horreurs inutiles pour la prise de la colline de Montefiore sous les ordres d'un général malchanceux plus qu'incompétent (qui n'hésite pas, à l'occasion, à s'exposer en première ligne), les mutineries, les exécutions qui s'ensuivent, événements fort comparables aux mutineries de 1917 dans les armées françaises et anglaises. À noter qu'avec 2 800 soldats fusillés pour mutinerie, abandon de poste, mutilation volontaire ou désertion, l'Italie détient le record de 14-18 (Grande-Bretagne 1 800, France 2 500 condamnations dont 600 exécutées).

## Contexte historique
Au début de la Première Guerre mondiale, l'Italie reste neutre malgré son appartenance à la Triple-Alliance. Le 3 mai 1915, elle dénonce ce traité mais le débat fait rage quant à l'entrée en guerre. Ce sont finalement les partisans de la guerre, sous l'influence de Gabriele D'Annunzio, qui l'emportent et l'Italie se lance dans la longue série de batailles de l'Isonzo contre l'Autriche. Le but des patriotes italiens est de réunir la région de Trieste pour parfaire l'unité italienne[réf. nécessaire].
Ces batailles, ainsi que celle du Mont Ortigara qui se déroule dans une région très accidentée, vont durer jusqu'en octobre 1917 sans résultat décisif, malgré des centaines de milliers de tués de part et d'autre. Des conditions de survie épouvantables dans les tranchées, l'usage des gaz et des lance-flammes, le déluge de feu et l'image d'impéritie des officiers supérieurs conduiront les soldats de la Brigade Catanzaro à se mutiner à l'été 1917 près de Santa Maria la Longa[réf. nécessaire].

## Fiche technique
- Titre : Les Hommes contre
- Titre original : Uomini contro
- Réalisation : Francesco Rosi
- Scénario : Tonino Guerra, Francesco Rosi et Raffaele La Capria d'après un roman de Emilio Lussu
- Producteur : Francesco Rosi
- Production : Prima Cinematografica (Rome), Jadran Film, Dubrava Film (Zagreb)
- Décors : Andrea Crisanti
- Musique : Piero Piccioni
- Photographie : Pasqualino De Santis
- Montage : Ruggero Mastroianni
- Son : Vittorio Masi, Erik Molnar
- Version originale : italien
- Pays d'origine :  Italie /  Yougoslavie
- Format : Couleurs - Mono
- Genre : Drame et guerre
- Durée : 101 minutes
- Date de sortie : 1970

## Distribution
- Alain Cuny : le général Leone
- Gian Maria Volontè : le lieutenant Ottolenghi
- Mark Frechette : le lieutenant Sassù
- Giampiero Albertini : le capitaine Abbati
- Franco Graziozi : le major Malchiodi
- Pier Paolo Capponi : le lieutenant Santini
- Alberto Mastino : le soldat Marrasi
- Daria Nicolodi : infirmière militaire